# Héctor Hernández Ezpitia
Héctor Hernández Ezpitia (Ciudad de México, 6 de marzo de 1973) es un exfutbolista mexicano que jugaba como delantero.
Actualmente es el entrenador del equipo de 3.ª división profesional del Santos Laguna CDMX.

## Trayectoria
Vistió las camisetas de diversos clubes, entre los que se encuentran el Cruz Azul, Monarcas Morelia, Pachuca Club de Fútbol, Club Santos Laguna, Club Sportivo Cienciano, Toros Neza, Riviera Maya y Huracanes de Colima. Actualmente es auxiliar técnico del Proyecto Tecamachalco de la Segunda división mexicana. 

## Clubes como futbolista
| Club                    | País   | Año         |
| ----------------------- | ------ | ----------- |
| Atlético Morelia        | México | 1992 - 1996 |
| Pachuca Club de Fútbol  | México | 1996 - 1997 |
| Cruz Azul               | México | 1997 - 1998 |
| Correcaminos UAT        | México | 1998 - 1999 |
| Club Santos Laguna      | México | 1999 - 2001 |
| Toros Neza              | México | 2001        |
| Club Sportivo Cienciano | Perú   | 2002        |
| Inter Riviera Maya      | México | 2003 - 2004 |
| Huracanes de Colima     | México | 2004 - 2005 |